# Regierung Fisher I

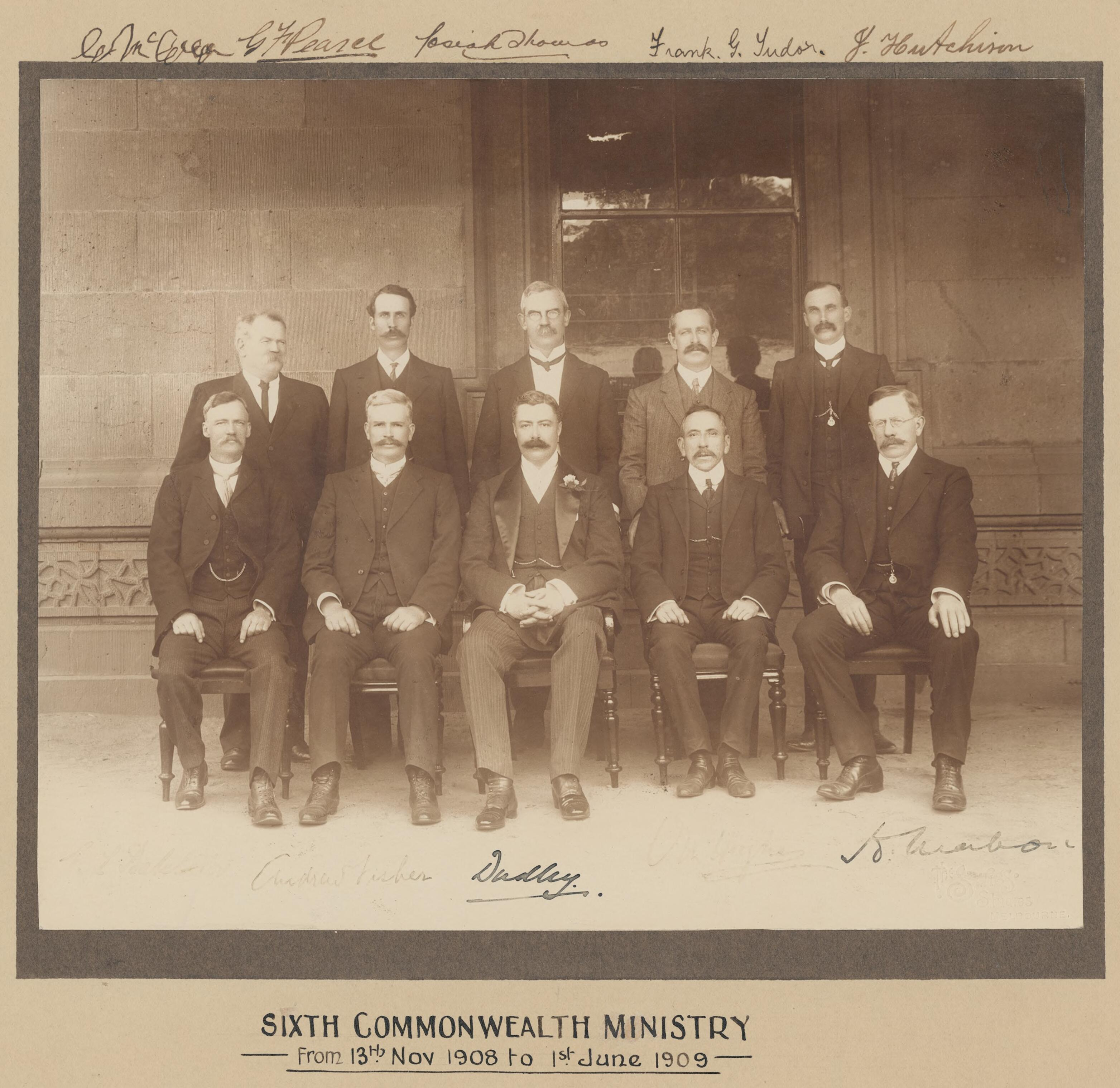
Regierung Fisher I: (stehend von links nach rechts) Gregor McGregor, George Pearce, Josiah Thomas, Frank Tudor, James Hutchison, (sitzend von links nach rechts) Lee Batchelor, Andrew Fisher, Generalgouverneur Earl of Dudley, Billy Hughes, Hugh Mahon

Die Regierung Fisher I war die sechste Regierung von Australien. Sie amtierte vom 13. November 1908 bis zum 2. Juni 1909. Es handelte sich um eine Minderheitsregierung, die nur aus Ministern der Labor Party bestand.
Ihre Vorgängerregierung, war eine Minderheitsregierung der Protectionist Party unter Premierminister Alfred Deakin, die von der Labor Party unterstützt wurde. Bei der Parlamentswahl im Dezember 1906 verlor die Protectionist Party 10 Sitze und war mit 16 Sitzen nur noch drittstärkste Partei im Repräsentantenhaus. Die Labor Party gewann drei Sitze und verfügte jetzt über 26 Sitze, unterstützte jedoch weiterhin die Deakin-Regierung. Im November 1908 kam es zum Dissens über ein Zollgesetz und die Neuregelung der Pensionen, daraufhin entzog die Labor Party ihre Unterstützung und bildete unter Andrew Fisher eine Minderheitsregierung. 1909 vereinigte sich die Protectionist Party mit der Anti-Socialist Party, der vormaligen Free Trade Party zur Commonwealth Liberal Party (CLP), die neue Partei verfügte über die Mehrheit der Sitze im Repräsentantenhaus. Nach einer Abstimmungsniederlage im Parlament am 27. Mai 1909 bat Premierminister Fisher den Generalgouverneur Earl of Dudley um die Auflösung des Parlaments, was dieser jedoch ablehnte. Daraufhin bildete die CLP unter Premierminister Deakin eine neue Regierung.

## Ministerliste
| Amt                                 | Minister        | Amtszeit                         | Bild |
| ----------------------------------- | --------------- | -------------------------------- | ---- |
| Premierminister und Schatzminister  | Andrew Fisher   | 13. November 1908 – 2. Juni 1909 |      |
| Generalstaatsanwalt                 | Billy Hughes    | 13. November 1908 – 2. Juni 1909 |      |
| Außenminister                       | Lee Batchelor   | 13. November 1908 – 2. Juni 1909 |      |
| Innenminister                       | Hugh Mahon      | 13. November 1908 – 2. Juni 1909 |      |
| Generalpostmeister                  | Josiah Thomas   | 13. November 1908 – 2. Juni 1909 |      |
| Verteidigungsminister               | George Pearce   | 13. November 1908 – 2. Juni 1909 |      |
| Minister für Handel und Zölle       | Frank Tudor     | 13. November 1908 – 2. Juni 1909 |      |
| Vizepräsident des Executive Council | Gregor McGregor | 13. November 1908 – 2. Juni 1909 |      |
| Minister ohne Portfolio             | James Hutchison | 13. November 1908 – 2. Juni 1909 |      |